# Satanic Surfers
Satanic Surfers es una banda punk rock sueca.

## Historia
Banda formada en el año 1989, por el vocalista Erik Kronwall y el baterista Rodrigo Alfaro. Después, Frederik Jakobsen y Magnus Blixtberg se unieron en la guitarra, mientras Tomek Sokolowski se encargó del bajo. Sus influencias son tanto de The Misfits como Hard-ons.
El nombre de esta banda es por tanto un tributo a esas dos bandas que tanto les gustan, de ahí el nombre compuesto por:
Satanic, para darle un toque de horror, siguiendo la escuela de Glenn Danzig y sus amigos de The Misfits; y 
Surfers, pagando el tributo a la vieja escuela de surf-punk encabezada por Hard-on.
El sello discográfico Burning Heart se fijó en ellos y les hizo crecer del mundo musical.
Los últimos años han sido una época de cambios para Satanic Surfers. Rodrigo Alfaro ha sido, a pesar de lo que pueda parecer, la fuerza creativa de la banda. Siendo a la vez batería y cantante estos roles eran difíciles de compaginar, pero las cosas fueron cambiando. Un nuevo batería entró en la banda, Martin Svensson, así que Rodrigo pasó a ser únicamente vocalista.
Se disolvieron en 2007.
Rodrigo Alfaro se integró a la banda Atlas Losing Grip desde el 2008, en la cual fue vocalista hasta noviembre de 2014, cuando abandonó la formación. Después de recibir una oferta del Amnesia Rockfest en 2014, la banda anunció que se reunirían para el verano de 2015. Incluyendo el Amnesia Rockfest y el festival español Resurrection Fest, el primer festival en el que anunciaron la reunión, la banda anunció en su página de Facebook 12 fechas de tour entre el 8 de mayo y el 16 de agosto.

## Discografía
- Skate to Hell EP (Bad Taste Records, 1993)
- Keep Out EP (Burning Heart Records, 1994)
- Hero of Our Time (Theologian/Burning Heart, 1995)
- 666 Motor Inn (Burning Heart, 1997)
- Going Nowhere Fast (Epitaph/Burning Heart, 1999)
- Songs from the Crypt (Bad Taste, 2000)
- Fragments and Fractions (Bad Taste, 2000)
- Unconsciously Confined (Hopeless/Bad Taste, 2002)
- Taste the Poison (Bad Taste, 2005)
- Back From Hell (Effervescence-records 2018)